# Крыловка (Брянский район)
Кры́ловка — упразднённая деревня в Брянском районе Брянской области, в 1,5 км к югу от села Толмачево (с 1964 года — в его составе).

## История
Упоминается с XVII века в составе Подгородного стана Брянского уезда (также — Крылово). Бывшее владение Брянского Спасо-Поликарпова монастыря; после его упразднения (1760-е годы) перешла в разряд «экономических», получив совместно с деревней Карачиж в пользование бывшую монастырскую лесную дачу между реками Болвой и Радицей (где позднее возник посёлок Карачижско-Крыловский, ныне входящий в состав пгт Радица-Крыловка). Входила в приход села Толмачево.
С середины XIX века по 1924 состояла в Супоневской волости; в картографических материалах этого периода название деревни зачастую искажено («Кириловка»).
В 1924—1929 гг. — в Бежицкой волости; с 1929 года в Брянском районе.
Входила в Толмачевский сельсовет. С 1964 года — в составе села Толмачево (его южная часть).